# ジョセフ・ステヴァンス
ジョセフ・ステヴァンス（Joseph Édouard Stevens、1816年11月26日 - 1892年8月2日）はベルギーの画家、版画家である。犬などの家畜を描いた動物画家として知られる。

## 略歴
ブリュッセルで生まれた。父親は元軍人で美術品の収集家、画商で、弟に画家となったアルフレッド・ステヴァンス（Alfred Stevens:1823-1906)、美術評論家のアルテュール・ステヴァンス（Arthur Stevens:1825-1890)がいる。ブリュッセル王立美術アカデミーに正規の学生ではなかったが授業に参加した。動物のいる風景画を描いたルイ・ロブ（Louis Robbe）に影響を受けた可能性がある。
パリに出ても美術学校には通わず独学を貫き、動物画家のアレクサンドル＝ガブリエル・ドゥカンや、バルビゾン派の画家や、テオドール・ルソーやトマ・クチュールらの美術家グループ（"Groupe du Restaurant du Havre" 、レストラン・デュ・アーブル・グループ）らのスタジオをしばしば訪れた。
1842年頃から、ブリュッセルの展覧会に出展するようになった。1852年からは弟たちもパリに移ってきた。動物画を描くために狩猟場のあったブローニュの森で描いた馬の絵は1854年からアムステルダム、ディジョンで展示された。
有名な収集家のファン・カッツエン（Henri Van Cutsem）らのパトロンを得て、画家として成功し、ベルギー王のレオポルド2世もステヴァンスの絵を買い上げた。
1869年にブリュッセルに戻り、ブリュッセルで没した、

## 作品

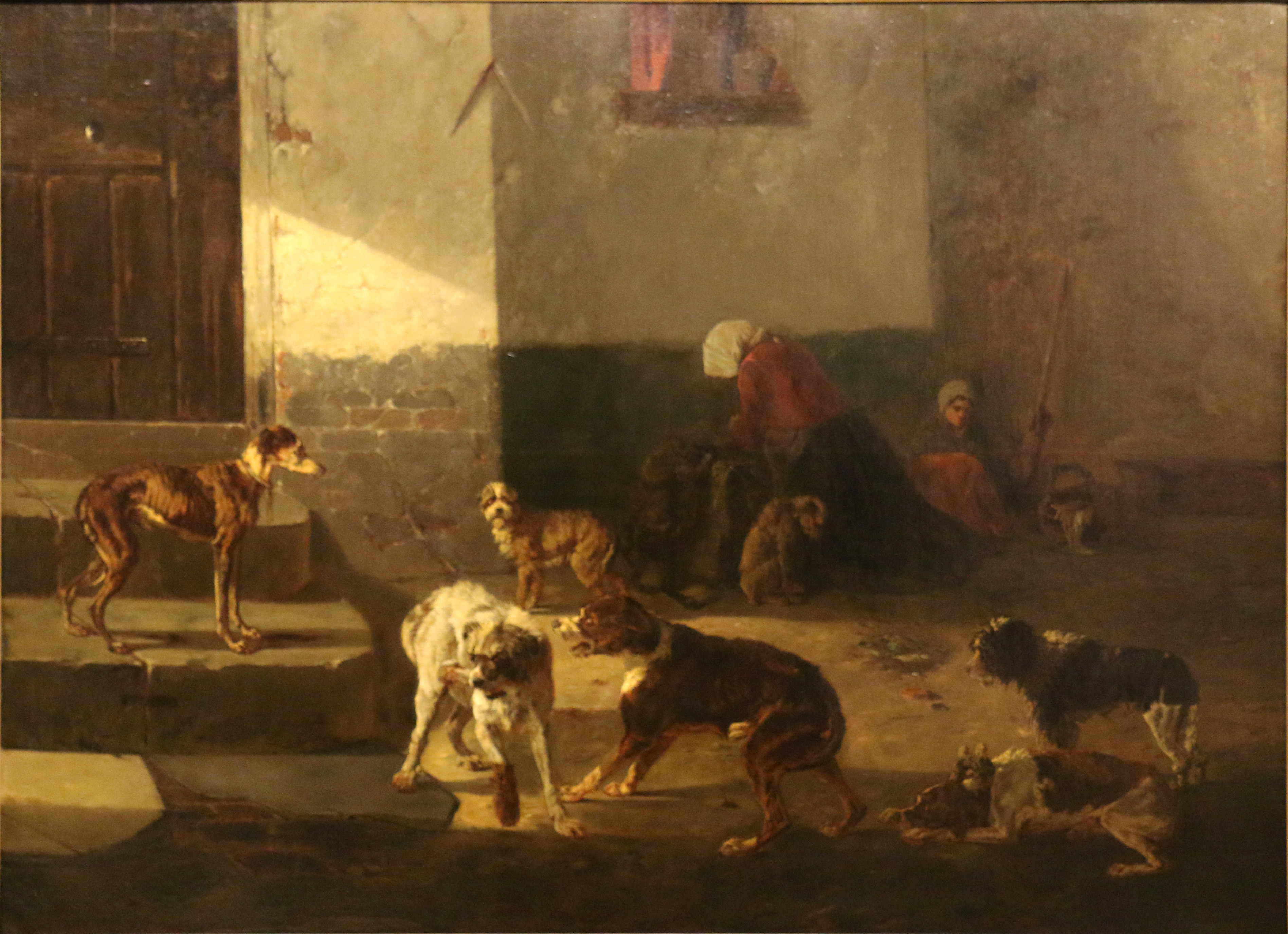
『ブリュッセルの朝』
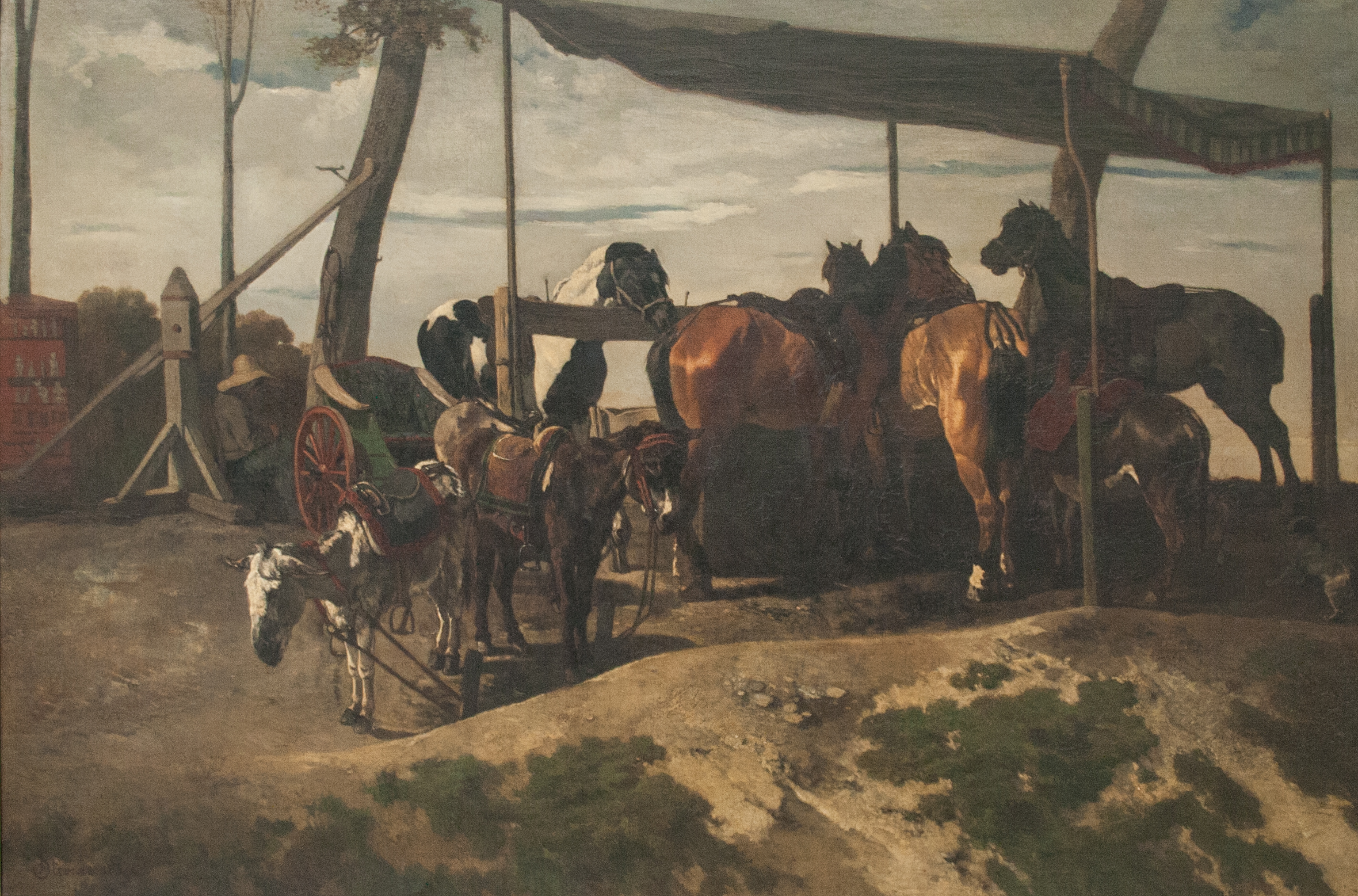
『納屋の馬とロバ』
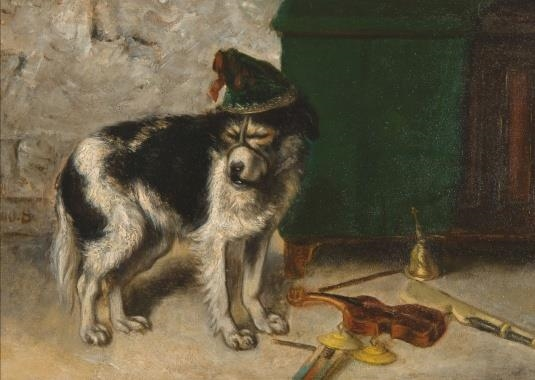
『旅芸人の犬』

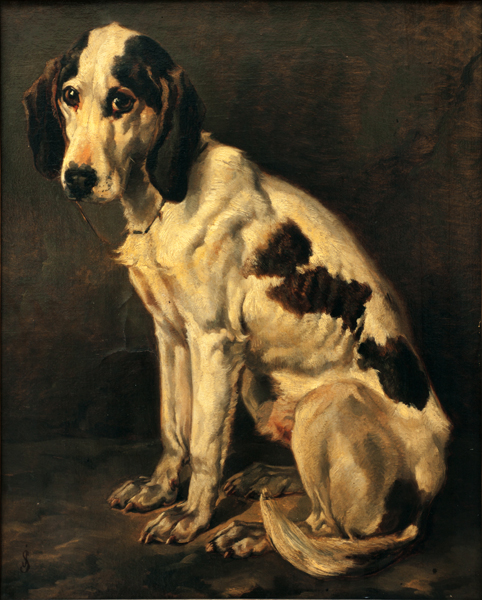
La vieille Lice ; MBA Tournai
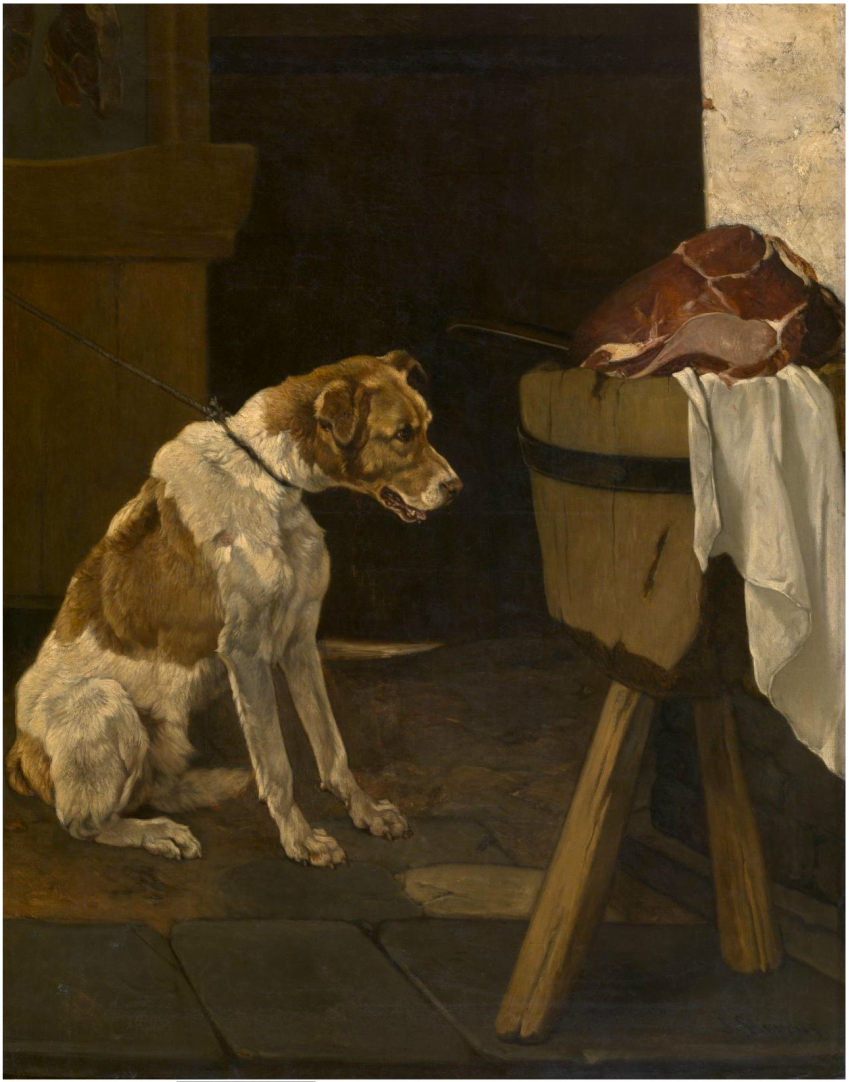
Punishment of Tantalus ; RMFA Antwerp or Musée d'Orsay)
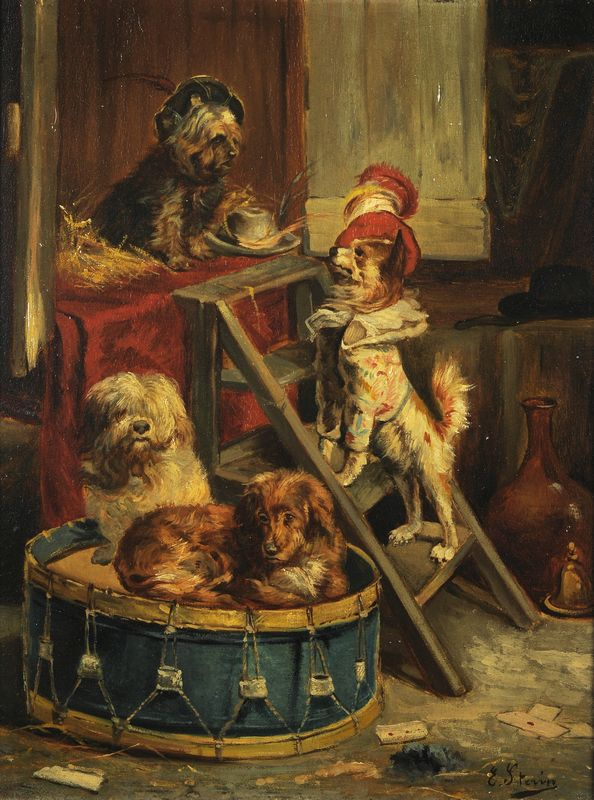
サーカスの犬
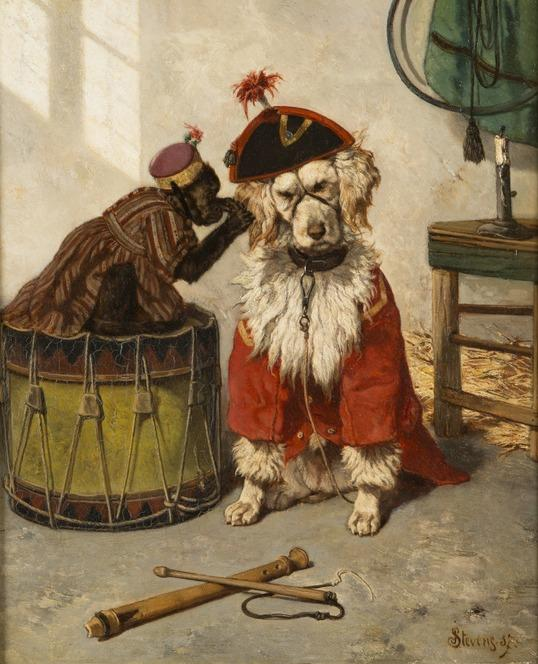
『旅芸人の仲間』